# Acacia bellula
Acacia bellula é uma espécie de leguminosa do gênero Acacia, pertencente à família Fabaceae.